# Rochelle Martin

a Compétitions nationales et continentales officielles uniquement.

b Matchs officiels uniquement.
 Rochelle Martin, née le 28 mars 1973 à Taradale (Nouvelle-Zélande), est une joueuse internationale néo-zélandaise de rugby à XV occupant les postes de troisième ligne aile et troisième ligne centre.

## Palmarès

### En province
- Vainqueur du Championnat des provinces néo-zélandaises avec Auckland.

### En équipe nationale
- Vainqueur de la Coupe du monde en 1998, 2002 et 2006 avec l'équipe de Nouvelle-Zélande.